# Clejani
Clejani is een dorp in het district Giurgiu, Roemenië.
Clejani heeft ongeveer 3000 inwoners en ligt ongeveer 40 kilometer ten zuiden van Boekarest in de regio Vlașca (onderdeel van Muntenië), vlak bij de Bulgaarse grens.
Het dorp is bekend vanwege de Lăutari (Roma muzikanten) die ervandaan komen, vooral de groep Taraf de Haïdouks en leden van Mahala Raï Banda.